# Bernd Hoppe

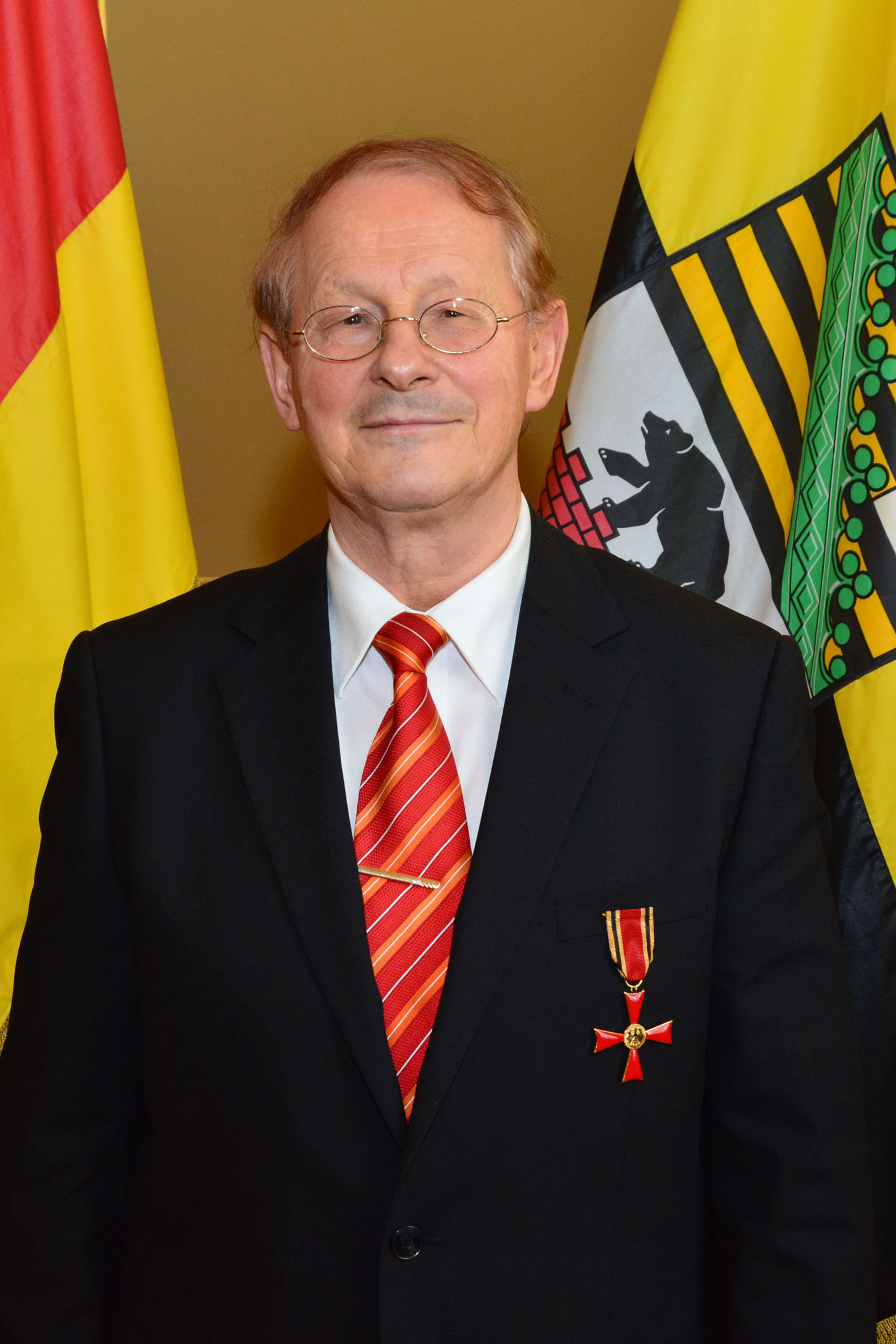
Bernd Hoppe (2019)

Bernd Hoppe (* 7. Februar 1943 in Erfurt) ist ein deutscher Gartenbauingenieur, Ökonom und Autor.

## Leben
Hoppe erlernte den Beruf eines Gärtners und erwarb die Abschlüsse Gartenbauingenieur (FH) und Diplom-Agraringenieurökonom. Er promovierte 2018 an der Philipps-Universität Marburg zum Dr. rer. nat. mit der Dissertation Tendenzen, Probleme und Chancen des Anbaus von Arznei- und Gewürzpflanzen in Deutschland.
Von 1989 bis 1996 war Hoppe Leiter des Waldauer Kräuterhofes der Pflanzenbaugenossenschaft e.G. Bernburg-Nord. 1990 wurde auf seine Initiative der Verein für Arznei- und Gewürzpflanzen Saluplanta e.V. Bernburg gegründet, dessen ehrenamtlicher Geschäftsführer er bis 2019 war.
Hoppe war 1990 ebenfalls Initiator der Gründung des Deutschen Fachausschusses für Arznei-, Gewürz- und Aromapflanzen. Das Gremium dient der bundesländerübergreifenden Beratung, Abstimmung und Koordinierung der wissenschaftlichen Aktivitäten dieses Fachgebietes in Deutschland. Unmittelbar nach der Wende organisierte er im Juli 1990 die erste gesamtdeutsche wissenschaftliche Konferenz „Arznei- und Gewürzpflanzen“.
Von 1991 bis 2019 organisierte und leitete Hoppe das Bernburger Winterseminar „Arznei- und Gewürzpflanzen“. Das Bernburger Winterseminar ist die größte, jährlich stattfindende zweitägige wissenschaftliche Tagung des Fachgebietes in Europa mit 250 bis 300 internationalen Teilnehmern aus bis zu 34 Nationen. Er initiierte den Saluplanta- und GFS-Ehrenpreis, der seit 2009 jährlich an herausragende Persönlichkeiten des Fachgebietes verliehen wird.
Seit 1990 ist Hoppe Vorsitzender der Gemeinnützigen Forschungsvereinigung Saluplanta (GFS) e.V. Bernburg zur Förderung von Wissenschaft und Forschung auf dem Gebiet Arznei-, Gewürz-, Aroma- und Farbstoffpflanzen.

## Auszeichnungen
- 2010: Ehrennadel des Landes Sachsen-Anhalt für seine Verdienste als Initiator und Leiter des Bernburger Winterseminars
- 2013: Honorary Associate Professor der Corvinus-Universität Budapest
- 2015: Verdienstkreuz am Bande des Verdienstordens der Bundesrepublik Deutschland[4]
- 2019: Ehrenpreis der Food & Agriculture Universität Konya (Türkei)

## Veröffentlichungen
- Von 1993 bis 1995 gab Hoppe die Fachzeitschrift „Herba Germanica“ heraus und arbeitet seitdem im wissenschaftlichen Fachbeirat der „Zeitschrift für Arznei- und Gewürzpflanzen“ mit. Er ist Autor bzw. Mitautor von zwei EU-Projekten in den Jahren 1995 und 1998 sowie eines FNR-Projektes (2004/2005). Er veröffentlichte zahlreiche wissenschaftliche Beiträge in Fachzeitschriften.
- 2007 bis 2013 war Hoppe Herausgeber und Mitautor des fünfbändigen Standardwerkes „Handbuch des Arznei- und Gewürzpflanzenbaus“, welches im Verlag des Vereins für Arznei- und Gewürzpflanzen Saluplanta erschien.[5]
- Seit Mitte 2020 ist er Chefredakteur der vierteljährlich in Deutschland, Österreich und der Schweiz erscheinenden wissenschaftlichen Fachzeitschrift mit jeweils 49 Seiten "Zeitschrift für Arznei- und Gewürzpflanzen".